# Marlene Wind
Marlene Wind (født 28. december 1963 i Skive) er en dansk professor  i statskundskab og leder af Center for Europæisk Politik ved Institut for Statskundskab ved Københavns Universitet. Wind har også siden maj 2012 været professor II i offentlig ret ved Oslo Universitet samt siden 2011 professor ved iCourts Centre of Excellence ved Juridisk Fakultet i København.
Hun er datter af dr.theol. H.C. Wind.

## Uddannelse og karriere
Marlene Wind er uddannet cand.scient.pol. fra Aarhus Universitet i 1993 og var derefter ph.d.-stipendiat ved European University Institute i Firenze. Hun blev ph.d. i 1998 og var først tilknyttet DUPI (Dansk Udenrigspolitisk Institut). I 1999 blev hun ansat som adjunkt ved Institut for Statskundskab ved Københavns Universitet, hvor hun senere blev lektor. I april 2009 blev hun udnævnt til professor MSO. I sit professorat MSO havde hun særligt fokus på samspillet mellem ret og politik i EU. I 2011 blev Wind udnævnt til virkelig professor ved Institut for Statskundskab, Københavns Universitet, og har altså siden suppleret dette med professoraterne ved iCourts Center på jura KU og Juridisk Fakultet ved Oslo Universitet.

## Tillidshverv
Marlene Wind var bestyrelsesmedlem i Dansk Institut for Internationale Studier fra 2002 til 2010, og hun er dansk repræsentant i bestyrelsen for European University Institute i Firenze (EUI) og formand for den danske PhD-indstillings komite.  Hun er medlem af College of Europe komiteen i Danmark og er desuden medlem af bestyrelsen for Tænketanken EUROPA etableret i 2013 af DI og CO-Industri. Marlene Wind sidder desuden i styrelsen for PluriCourts ved Oslo's juridiske Fakultet og er medlem af styregruppen for iCourts som er et Grundforskningcenter under Danmarks Grundforskningsfond. Marlene Wind er desuden klummeskribent i Politiken.

## Priser
I 2009 fik hun Europas Kvinders Pris som en af Danmarks bedste Europaformidlere. I 2010 var det Columbusprisen for sine saglige argumenter i EU-debatten. I 2011 indstillede Samfundsvidenskabeligt Fakultet hende til Videnskabsministeriets Formidlingspris, og i 2012 modtog hun som den første Tøger Seidenfaden Prisen for sit mod og utrættelige formidling af viden om det europæiske samarbejde.

## Kontrovers i 2011
Marlene Wind kritiserede den 11. juni 2011 i Berlingske aftalen mellem regeringen og Dansk Folkeparti om øget grænsekontrol. Den 12. juni udtalte Marlene Wind i et interview til TV2, at man med grænseaftalen "appellerer til den laveste fællesnævner og den indre svinehund", hvilket udløste yderligere debat om eksperters offentlige udtalelser.
Venstres integrations- og udviklingsminister, Søren Pind, var utilfreds med Marlene Winds udtalelser, fordi han mente, hun misbrugte sin ekspertstilling til at fremsætte sine personlige politiske meninger i medierne: "Hun [Marlene Wind] udtaler sig om noget, hun intet begreb har om, og intet fagligt belæg har for, og alligevel kalder hun sig selv for ekspert."
Den 16. juni 2011 oplyste Lars Bo Kaspersen, som er institutleder for Institut for Statskundskab på Københavns Universitet, hvor Marlene Wind er ansat, at de i "fællesskab [har] truffet en beslutning om, at hun ikke vil kommentere den konkrete sag, og at hun i øvrigt holder en pause fra medierne". Beslutningen havde Marlene Wind selv truffet efter at have rådført sig med en god ven med mange års medieerfaring. Marlene Wind mente, at hun var oppe imod for stærke kræfter, der ønskede at lukke munden på hende, og særligt det forhold at en advokat – der ikke ville fortælle, hvem han arbejdede for – søgte aktindsigt i hendes personaleforhold på universitet, var den udløsende faktor. Marlene Wind valgte at fastholde sin mediepause frem til regeringsskiftet i oktober 2011. I maj 2012 modtog Marlene Wind som den første Tøger Seidenfaden-prisen med henvisning til grænsesagen. Priskomiteen udtalte, at hun fik den "for sit mod og utrættelige formidling af viden om det europæiske samarbejde." I 2011 bad DIIS Marlene Wind om at beskrive baggrunden for den såkaldte 'Grænsesag' og de udenrigspolitiske kontroverser, den udløste. Artiklen – som blev fagfællebedømt (peer reviewed) – udkom i 2012 i Danish Foreign Policy Yearbook under titlen: The Blind, the Deaf and the Dumb! How Domestic Politics Turned the Danish Schengen Controversy into a Foreign Policy Crisis.